# Carraraïte
La carraraïte est un minéral de la classe des sulfates, qui appartient au groupe de l'ettringite. Il a été nommé d'après son topotype, les carrières de Carrare d'où l'on extrait le marbre. C'est l'analogue avec le germanium de la thaumasite.

## Caractéristiques
La carraraïte est un sulfate de formule chimique Ca3(SO4)[Ge(OH)6](CO3)·12H2O. Elle cristallise dans le système hexagonal.

## Classification
Selon la classification de Nickel-Strunz, la carraraïte appartient à "07.D - Sulfates (séléniates, etc.) avec des anions additionnels, avec H2O, avec des cations de taille moyenne à grande ; avec NO3, CO3, B(OH)4, SiO4 ou IO3", avec les minéraux suivants : darapskite, humberstonite, ungemachite, clinoungemachite, charlésite, ettringite, jouravskite, sturmanite, thaumasite, bentorite, buryatite, rapidcreekite, korkinoïte, tatarskite, nakauriite, chessexite, carlosruizite, fuenzalidaïte et tcheliabinskite.

## Formation et gisements
Elle s'est formée comme produit d'altération hydrothermale de sulfures de Cu-V dans des cavités dans la calcite des marbres de Carrare. Elle est associée à la nordstrandite et à la dawsonite. Elle a été décrite dans les carrières de Carrare et dans les carrières de Gioia (deux localités situées en Toscane en Italie).